# Êxtase de São Francisco com os Estigmas
Êxtase de São Francisco com os Estigmas é uma pintura a óleo sobre tela atribuída a El Greco e datada por volta de 1600. A obra é uma das muitas representações de São Francisco de Assis provenientes do ateliê do artista durante seu período toledano. São Francisco era provavelmente o santo mais popular da Espanha na época da Contra-Reforma, chegando a haver, só em Toledo, dez instituições eclesiásticas a si devotadas. Muitos cidadãos toledanos pertenciam à Ordem Terceira de São Francisco e o próprio El Greco era um franciscano leigo. Assim, por predileção pessoal ou por demanda da clientela, seu ateliê produziu mais de 100 variações do tema divididas em pelo menos dez composições distintas, representando São Francisco em meditação, em êxtase, recebendo os estigmas ou em meio a outras experiências divinas.
A obra em pauta integra um grupo formado por pelo menos oito versões quase idênticas, cujo protótipo é possivelmente o que se encontrava na capela de San José, em Toledo. Esta composição, como a maioria das outras, se insere no contexto da chamada segunda iconografia de São Francisco, fortemente influenciada pela diretrizes tridentinas, em que o santo adquire feições envelhecidas e emaciadas, assumindo o caráter de representante de um misticismo afeito ao êxtase, frequentemente acompanhado do crânio, signo do memento mori. Encontra-se conservada no Museu de Arte de São Paulo (MASP) desde 1947.

## São Francisco de Assis e sua iconografia

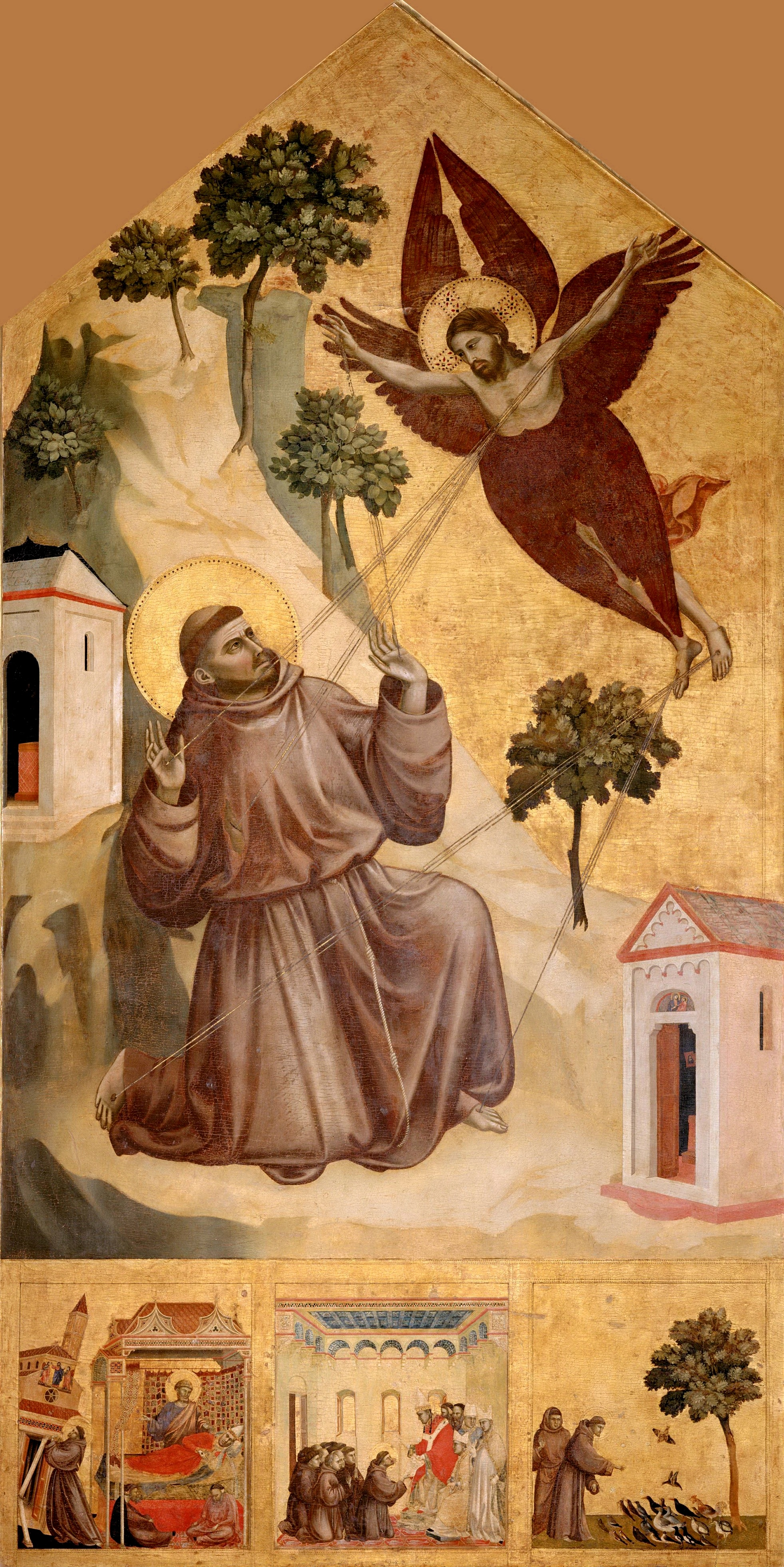
Estigmatização de São Francisco, de Giotto (c. 1296-1300). Museu do Louvre, Paris.

Francisco de Assis (c. 1182-1226), nascido Giovanni di Pietro di Bernardone, é um dos santos mais populares do catolicismo. Filho de um rico mercador de tecidos da região da Umbria, rompeu ainda jovem com seu círculo social para devotar-se exclusivamente ao serviço de Deus. Tornou-se um eremita, angariando diversos discípulos que buscavam compartilhar, como ele, um ideal de pobreza e de testemunho evangélico. Por volta de 1210, obteve do Papa Inocêncio III autorização para fundar a Ordem dos Frades Menores, cuja regra austera se baseava na pureza total, no desprendimento absoluto e na paz feliz. Em 1212 fundou na Porciúncula, ao lado de Clara de Assis, a Ordem das Damas Pobres. Após tomar conhecimento das modificações introduzidas na Ordem dos Frades Menores por dois vigários que o haviam substituído, renunciou à função de ministro-geral em favor de Pedro de Catânia. Visitou o Marrocos e o Egito, e retomou as pregações e a vida eremítica na Itália central. Em 1221, elaborou as bases da ordem terceira franciscana, tendo sido a regra aprovada por Roma em 1223. Conforme a hagiografia, recebeu no Monte Alverne, dois anos antes de sua morte, os estigmas das chagas de Cristo. Em 1226, compôs o Cântico do Sol, obra que o insere no rol dos grandes poetas cristãos. Foi canonizado em 1228, apenas dois anos após sua morte.
É vasta a iconografia de São Francisco. Dentre os santos do catolicismo, à exceção dos apóstolos, somente Antônio de Pádua encontra paralelo no número de representações artísticas. A imaginária franciscana, entretanto, é menos restrita à piedade popular do que a antonina, tendo sido bastante influente na evolução da arte e da iconografia cristã como um todo. As mais antigas representações de Francisco de Assis datam de poucos anos após sua morte. Iniciam-se na Itália, tendo por base as fontes biográficas coevas de Tomás de Celano e São Bonaventura, espalhando-se em seguida por todo o mundo cristão. Os grandes ciclos franciscanos de Berlinghieri (1235) e Giotto (1296 - c. 1300 e c. 1320) estabelecem uma tradição narrativa cuja influência perdurará até, ao menos, o século XVI. Ao passo que os artistas do Renascimento gradualmente conferiam ao santo o aspecto de um jovem poverello, risonho e imberbe, os maneiristas e barrocos, por influência da Contra-Reforma, alteraram profundamente tais características, envelhecendo-o e dando-lhe um aspecto mais severo, profundamente religioso, e devolvendo-lhe a barba.
Invariavelmente, o santo é representado com sua túnica amarrada na altura da cintura com uma corda de três nós, evocando os votos de pobreza, obediência e castidade. São geralmente identificáveis as chagas em suas mãos e pés e, por vezes, no peito. Diversos episódios relacionados a todos os períodos da vida de Francisco de Assis serviram de inspiração para as representações artísticas: o santo já foi representado nascendo em meio a um estábulo, em um claro paralelo com a vida de Cristo, renunciando à herança de seu pai (Giovanni di Paolo), casando-se com uma dama personificando a pobreza (Ottaviano Nelli), realizando milagres, sendo recebido pelo sultão do Egito (Fra Angelico), domesticando o lobo que aterrorizava Gubbio (Sassetta), etc. A estigmatização no Monte Alverne e sua morte em Porciúncula são, entretanto, certamente os dois episódios que mais receberam atenção ao longo da história da arte. É também bastante comum em tais representações a presença do Irmão Leo, seu confessor e fiel amigo, como testemunha dos eventos místicos envolvendo o santo ou acompanhando-o em sua meditação.

## Representações de Francisco de Assis na obra de El Greco

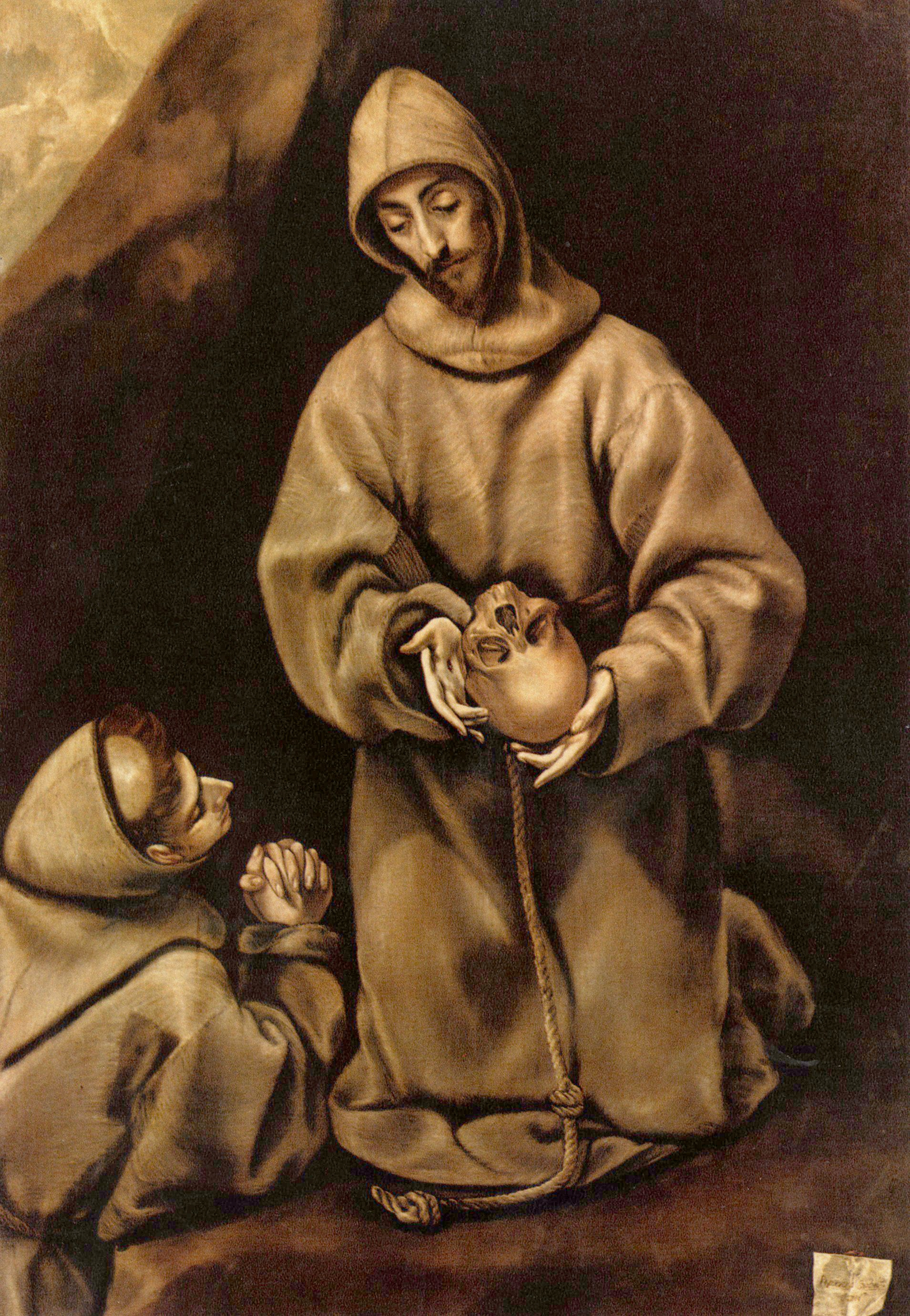
São Francisco e Irmão Leo meditando sobre a morte, de El Greco (c. 1600-1605). Pinacoteca de Brera, Milão.

No corpus de pinturas de El Greco, abundam as representações de santos católicos. São Jerônimo, São Domingos, Santa Maria Madalena e São Pedro, entre outros, foram frequentemente abordados pelo artista em suas composições. Não obstante, Francisco de Assis ocupa um lugar de destaque em sua obra, sendo de longe a personalidade do catolicismo mais retratada pelo artista. El Greco dedicou, no mínimo, 25 obras inteiramente autógrafas à imaginária franciscana e mais de 100 obras do mesmo tema foram produzidas por seu ateliê. As mais antigas representações do episódio datam ainda de seu período veneziano: dois exemplares de São Francisco recebendo os estigmas (Coleção Zuloaga, Genebra, e Museu de Capodimonte, Nápoles), exibindo ainda a forte influência dos mestres do Alto Renascimento italiano, como Ticiano e Michelangelo, mesclada à meticulosa ténica advinda de seu aprendizado como pintor de ícones em Creta. Mas é em Toledo que o artista se estabeleceria como o pintor "por excelência" da imaginária franciscana em toda a Espanha.
A explicação para tanto está no fato de que Francisco de Assis era provavelmente o santo mais venerado na Espanha durante o período da Contra-Reforma. Somente em Toledo existiam, na passagem do século XVI para o século XVII, dez organizações eclesiásticas devotadas a São Francisco: sete monastérios e três conventos. A Ordem Terceira Franciscana, dedicada a congregar os fiéis leigos, era bastante influente em Toledo e a ela pertenciam inúmeros cidadãos comuns da região - entre eles o próprio El Greco. À demanda gerada por tantas organizações franciscanas, que se utilizavam das representações artísticas como meio de difundir os preceitos da Ordem, somavam-se as muitas encomendas de particulares, visando a devoção em ambientes privados.
De todas as imagens franciscanas provenientes do ateliê de El Greco, a mais popular é a do São Francisco e Irmão Leo meditando sobre a morte. Desta composição, em que os dois frades aparecem em meditação junto a um crânio, na entrada do Monte Alverne, existem mais de 40 versões, entre variantes autógrafas, réplicas de ateliê e cópias antigas. Também eram bastante solicitadas as imagens do santo recebendo os estigmas, em êxtase ou meditando solitário. Para atender a demanda, El Greco concebeu ao menos dez composições distintas do tema, replicadas à exaustão por seu ateliê. Todas estas composições inserem-se no contexto da segunda iconografia de São Francisco, imposta pela propaganda pós-tridentina. El Greco foi efetivamente um dos criadores dessa nova concepção iconográfica, que se afasta radicalmente da tradicional abordagem narrativa estabelecida pelos artistas da Alta Idade Média a partir das fontes bibliográficas de Tomás de Celano e São Boaventura.

## Obra

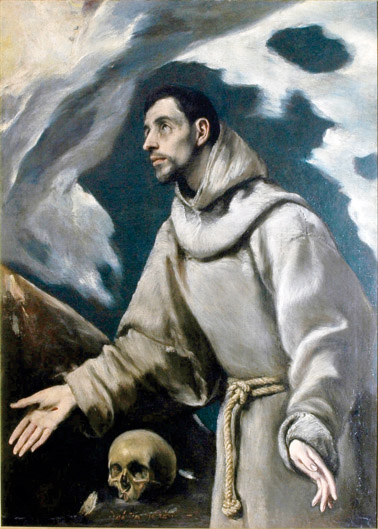
Êxtase de São Francisco, de El Greco (c. 1580). Museu Arquidiocesano de Siedlce, Polônia. Uma variante semelhante à composição da obra do MASP.

### Contextualização
Além de um bom número de quadros de altar monumentais executados por encomenda de diversas organizações eclesiásticas, El Greco realizou em seu período toledano uma série de obras em escala reduzida. Estas pinturas de dimensões modestas podem ser agrupadas em três categorias distintas. Há os modelli, isto é, estudos a óleo que serviam de protótipos para as composições monumentais a serem executadas. Há os ricordi, ou seja, cópias reduzidas de suas composições mais populares (geralmente retábulos), que o pintor mantinha em seu ateliê para que ele e seus assistentes pudessem produzir cópias posteriormente, sob encomenda de sua clientela. A terceira categoria refere-se às obras já concebidas em tamanho "privado", não estando diretamente relacionadas a outras composições de grande escala. É nessa categoria que se insere a maior parte da imaginária franciscana produzida pelo ateliê de El Greco, incluindo-se a composição da obra do MASP.
Conforme mencionado, existem hoje mais de 100 pinturas relativas à imaginária franciscana provenientes do ateliê de El Greco. É possível reunir essas pinturas em ao menos dez grupos de composições distintas. Destas, excluindo-se aquelas em que o frade aparece acompanhado, o historiador norte-americano Harold Wethey identifica os três tipos mais comuns. Ao primeiro tipo pertenceriam as composições que mostram o santo fitando o céu, contemplando o divino, alheio à presença do crucifixo e/ou do crânio à sua frente. O segundo tipo refere-se às composições onde o santo olha para o céu, tendo um crucifixo e/ou um crânio diante de si, o braço esquerdo estendido e o braço direito sobre o peito, em gesto de devoção. O terceiro tipo, ao qual pertence a obra em pauta, retoma alguns detalhes dos dois tipos precedentes, mas o santo aparece usando um capuz e tem as duas mãos estendidas, em sinal de espanto ou maravilhamento.
O protótipo da composição do MASP é possivelmente o que se encontrava na capela San José, em Toledo, cuja localização é hoje desconhecida. Existem diversas outras versões, com variantes mínimas: uma no Museo de San Vicente, uma na Casa y Museo de El Greco e uma na coleção do conde de Guendulain y del Vado (assinada), todas em Toledo, uma na coleção Goudstikker, em Amsterdã, uma pertencente a um colecionador particular, em Nova Orleans (Estados Unidos), e, por fim, um no Museu de Belas Artes de Pau, na França.

### Descrição e análise

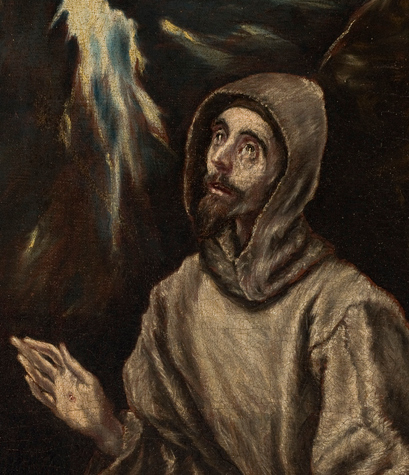
Detalhe da obra.

A figura de São Francisco é retratada em plano de três quartos e ocupa todo o eixo central da composição. O corpo se inclina para a direita e perfila-se ligeiramente na mesma direção. Veste o tradicional robe de cor marrom, de aspecto gasto, com um dos nós da corda visíveis. Um capuz cobre-lhe a cabeça, que se volta para o alto. O rosto, fino, alongado, barbado, expressa uma forte emoção, enfatizada pela boca semi-aberta e os olhos lacrimejantes fitando os lampejos místicos no céu. Os braços se abrem em um gesto ambíguo, que insinua ao mesmo tempo assombro, deslumbramento e devoção. As palmas da mão estão visíveis, estendidas, e portam as chagas de Cristo.  O tenebroso feixe de luz contemplado pelo santo converte-se em uma língua de fogo que ilumina a estopa das vestes e o semblante do mesmo, retratado no exato momento em que recebe uma das mais pungentes experiências místicas, de êxtase e martírio simultâneos.
Sobre uma elevação do solo, na parte inferior esquerda, encontra-se o crânio, simbolizando o memento mori, uma advertência sobre a brevidade da vida e a transitoriedade dos bens materiais. A presença do crânio, quase uma obsessão na imaginária franciscana de El Greco, mais do que uma alusão à proximidade da morte (o santo, conforme relato da hagiografia, faleceu dois anos após sua estigmatização), reflete a provável influência dos Exercícios Espirituais do contra-reformista Inácio de Loyola, fundador da Companhia de Jesus, que recomendava o uso do crânio nas práticas meditativas. Nesta obra, El Greco busca enfatizar os temas da penitência e da reflexão sobre a morte, em conformidade com um importante ditame da Contra-Reforma - o uso de imagens religiosas para estimular a devoção. A obra é característica do envolvimento de El Greco na concepção de uma nova iconografia franciscana, transformando radicalmente a figura do santo, tradicionalmente representado como um jovem imberbe, sorridente e receptivo, em um símbolo místico, um signo do êxtase, conferindo-lhe um aspecto mais formal, feições envelhecidas e esmaecidas.

## Atribuição

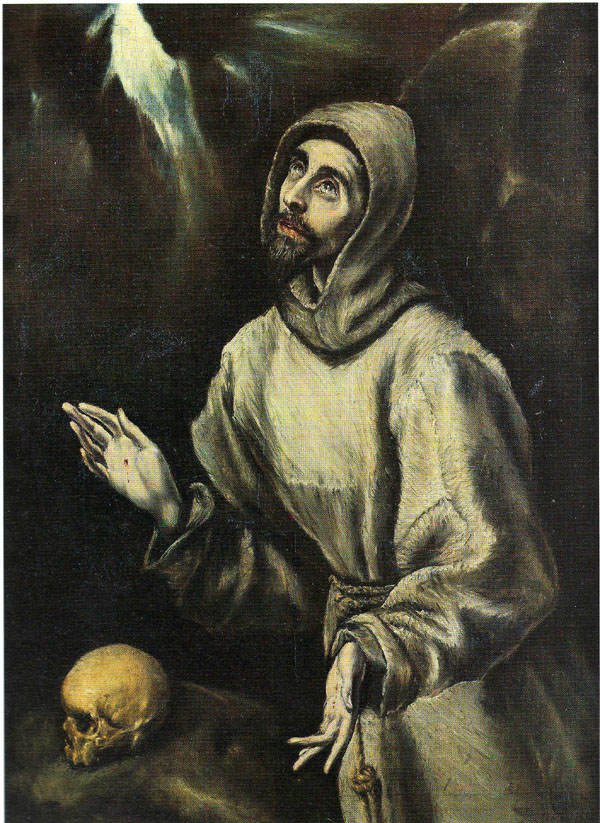
Êxtase de São Francisco com os Estigmas, de El Greco (c. 1590-1595). Versão do Museu de Belas Artes de Pau, França.

A bibliografia do Êxtase de São Francisco com os Estigmas do MASP é bastante escassa. A obra foi publicada pela primeira vez por Pietro Maria Bardi em 1956. Harold Wethey analisou a obra em duas oportunidades, em uma expertise enviada por carta a Bardi em 1958 e em uma publicação de 1962. Tiziana Frati estudou outras versões da presente composição (1962), mas parece desconhecer, ou ao menos não menciona, a obra de São Paulo.
Não obstante sua grande importância para o funcionamento do ateliê de El Greco, os muito ricordi e demais obras de tamanho privado atribuídas a ele e a seu ateliê jamais foram objeto de estudos sistemáticos. A distinção entre protótipos e cópias e a atribuição dessas obras permanecem como tópicos bastante controversos e as opiniões dos especialistas, não raramente, são muito contrastantes. É o que ocorre com a presente composição.
Conforme mencionado, parte da crítica especializada acredita que o protótipo da série a qual pertence a obra em pauta seria a obra que outrora se encontrava localizada na capela de San José de Toledo. Para Frati, entretanto, o protótipo seria a versão do Museu de Pau, na França, e as demais versões deveriam ser "atribuídas a discípulos". Harold Wethey discorda de Frati, acreditando que a versão de Pau denota larga, se não integral, participação do ateliê do artista. Das demais versões elencadas por Luiz Marques (três em Toledo, uma em Amsterdã e uma em Nova Orleans), excetuada a versão de São Paulo, somente aquela pertencente à coleção do conde de Guendulain y del Vado é assinada. Para Wethey, entretanto, esta também seria obra de ateliê.
Na opinião de Marques, dentre as versões supracitadas, a de São Paulo "é a mais refinada no jogo de claro-escuro e a mais convincente na caracterização psicológica da personagem." Wethey também elogia a qualidade da obra paulista e a data do início do século XVII, mas a classifica como cópia de ateliê. A obra do MASP é assinada no canto interior esquerdo, em grego (Δομήνικος Θεοτοκόπουλος, "Domenikos Theotokopoulos").

## Proveniência
Conforme documentação da Galeria Wildenstein, a versão paulista de Êxtase de São Francisco com os Estigmas integrava a coleção Muñoz, em uma cidade ignorada da Espanha. De lá, passou para a coleção Jaureigui, em Bilbao e, em seguida, para a coleção do Marquês de Álamo de Guadalate, em Madri, e para a coleção da família Zuloaga, em Paris. Foi então adquirida pela Galeria Wildenstein de Buenos Aires, que a vendeu ao Museu de Arte de São Paulo. A obra foi adquirida com recursos doados pelos Diários Associados e ingressou oficialmente na coleção do MASP em 3 de outubro de 1947.